# Juan de Lodi
Juan de Lodi (Lodi Vecchio, c. 1025 - Gubbio, 7 de septiembre de 1105), fue un ermitaño y obispo italiano.
Juan nació en Lodi Vecchio en 1025. En la década de 1060 se convirtió en ermitaño en el camaldulense monasterio de Fonte Avellana. Se convirtió en discípulo y secretario personal de Pedro Damian, quien era prior de Fonte Avellana. Después de la muerte de Damian en 1072, escribió una biografía de Damian (1076-1082). Más tarde, se convirtió en prior de Fonte Avellana (1082-1084, y nuevamente 1100-1101). En 1104 se convirtió en obispo de Gubbio, y ocupó este cargo hasta su muerte. Está enterrado en la Catedral de San Mariano y San Jacobo de dicha ciudad.
Es venerado como santo por la Iglesia Católica, su fiesta se conmemora el 7 de septiembre.